# Edson Oriolo
Edson José Oriolo dos Santos (Itajubá, 18 de setembro de 1964) é um prelado da Igreja Católica brasileiro. É o atual bispo da Diocese de Leopoldina.

## Biografia
Filho de José Eugênio dos Santos e Alzira Oriolo dos Santos, Dom Oriolo nasceu em Itajubá, interior de Minas Gerais, em 18 de setembro de 1964. Cursou o ensino médio e a graduação em filosofia no Seminário Nossa Senhora Auxiliadora em Pouso Alegre. Graduou-se em teologia no Instituto Teológico Sagrado Coração de Jesus, em Taubaté. É mestre em filosofia social pela Pontifícia Universidade Católica de Campinas, especialista em Aristóteles pela Unicamp e em Marketing pela Universidade Gama Filho, onde também fez pós-graduação em gestão de pessoas.

## Vida eclesiástica
Foi ordenado padre em 5 de maio de 1990, na Igreja Matriz de São José Operário de Itajubá. Trabalhou no Seminário Arquidiocesano de Pouso Alegre como coordenador dos Estudos de Filosofia em 1990. De 1991 a 1996 foi vigário paroquial na Paróquia São Francisco de Paula em Ouro Fino. De 1997 a 2006 foi pároco na Matriz de Nossa Senhora do Carmo em Borda da Mata e foi cura da Catedral Metropolitana de Pouso Alegre. Foi vigário episcopal para o Sacramento da Confirmação, de 2007 a 2014. Foi também promotor de Justiça do Tribunal Eclesiástico da Arquidiocese, professor no Instituto Teológico São Tomás de Aquino e no Instituto Filosófico Aristotélico Tomista dos Arautos do Evangelho em Caieiras.
Em 15 de abril de 2015 foi nomeado bispo auxiliar da Arquidiocese de Belo Horizonte e bispo titular de Segia. Recebeu a ordenação episcopal em 11 de julho de 2015 na Catedral de Pouso Alegre, tendo como sagrante principal Dom João Bosco Oliver de Faria, arcebispo de Diamantina e como consagrantes Dom Walmor Oliveira de Azevedo, arcebispo de Belo Horizonte e Dom José Luiz Majella Delgado, arcebispo de Pouso Alegre.
Em 30 de outubro de 2019 foi nomeado Bispo de Leopoldina, sendo instalado na nova diocese em 25 de janeiro de 2020.